# Алберг, Роланд
Роланд Ромарио Алберг (нидерл. Roland Romario Alberg; 6 августа 1990, Хорн, Нидерланды) — суринамский и нидерландский футболист, атакующий полузащитник сборной Суринама.
У Роланда есть старший брат — Ибад Мухамаду, который также является профессиональным футболистом.

## Клубная карьера

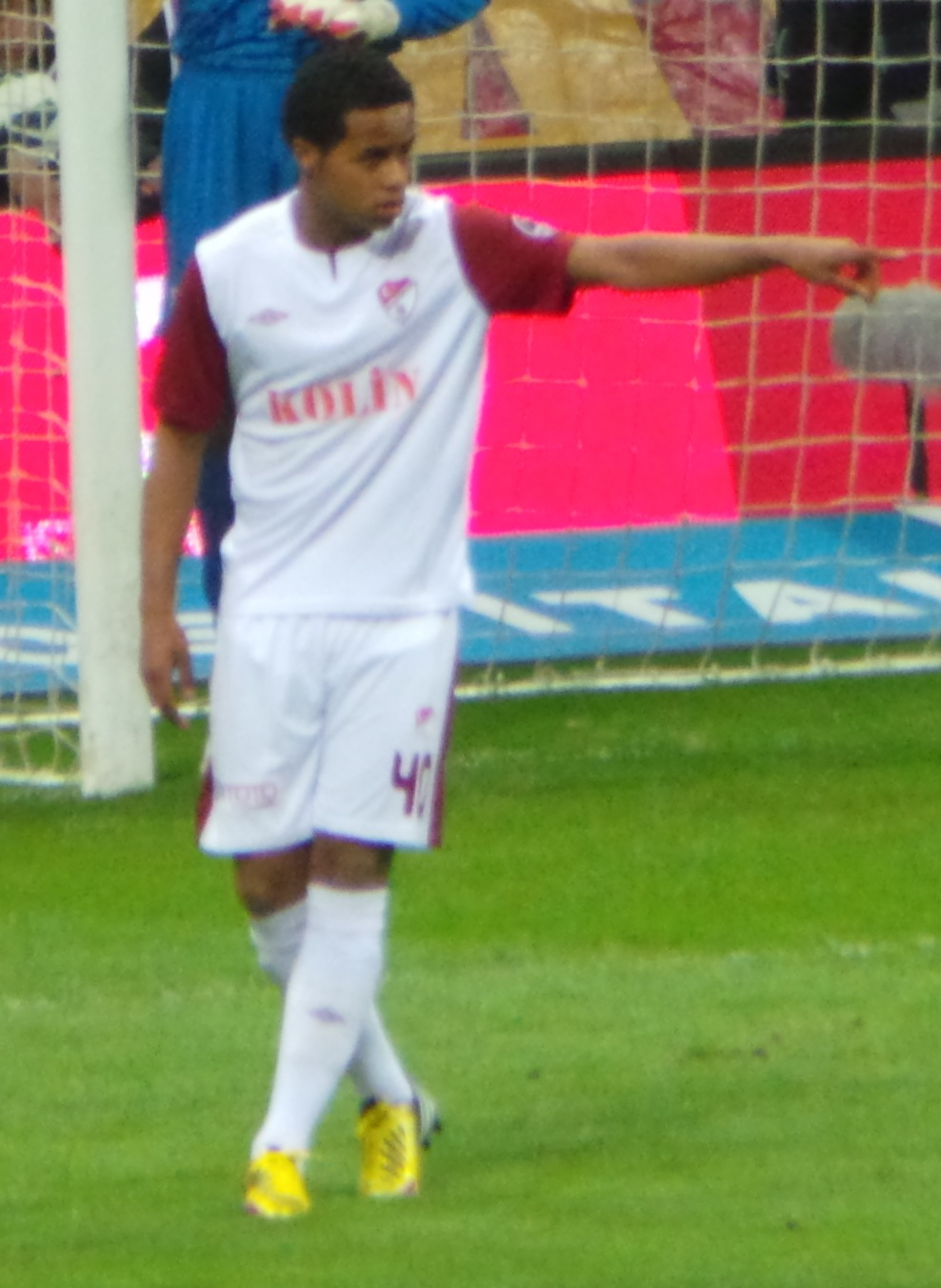
Алберг в составе «Элязыгспора»

Алберг — воспитанник футбольной академии клуба АЗ. В начале 2010 году он был включён в заявку команды на сезон. В 2011 году Роланд в поисках игровой практики перешёл в «Эксельсиор». 5 августа в матче против «Фейеноорда» он дебютировал в Эредивизи. 21 января 2012 года в поединке против НАК Бреда Алберг забил свой первый гол за «Эксельсиор». По итогам сезона он вместе в клубом вылетел из высшей лиги, но остался в команде.
В начале 2013 года Роланд перешёл в турецкий «Элязыгспор». 27 января в матче против «Трабзонспора» он дебютировал в турецкой Суперлиге. Из-за сложностей с адаптацией Алберг не смог выиграть конкуренцию и закрепиться в составе.
Летом того же года Роланд на правах свободного агента вернулся на родину, подписав контракт с АДО Ден Хааг. 21 сентября в матче против НЕК он дебютировал за новую команду. 25 января в поединке против «Фейеноорда» Алберг забил свой первый гол за АДО Ден Хааг.
После удачного выступления на родине Роланд 4 февраля 2016 года подписал двухлетний контракт с американским «Филадельфия Юнион». 6 марта в матче против «Далласа» он дебютировал в MLS. 18 июня в поединке против «Нью-Йорк Сити» Алберг забил свой первый гол за «Юнион». 22 июня в матче против «Чикаго Файр» он сделал хет-трик и ещё один гол забил 25 июня в матче против «Ванкувер Уайткэпс», за что был назван игроком недели в MLS. По окончании сезона 2017 «Филадельфия Юнион» не продлил контракт с Албергом.
31 октября 2017 года Алберг подписал двухлетний контракт с клубом чемпионата Болгарии «ЦСКА София», вступающий в силу с 1 января 2018 года. После завершения сезона 2017/18 он покинул болгарский клуб.
13 июня 2018 года Алберг присоединился к клубу чемпионата Греции «Паниониос».
26 июля 2019 года Алберг вернулся играть на родину, подписав контракт с клубом «Рода» на два сезона.
28 декабря 2020 года было объявлено об аренде Алберга клубом Индийской суперлиги «Хайдарабад» сроком до окончания сезона 2020/21 после открытия трансферного окна в январе. За «Хайдарабад» он дебютировал 16 января 2021 года в матче против «Мумбаи Сити». 22 февраля в матче против «АТК Мохун Баган» он забил свой первый гол за «Хайдарабад».

## Международная карьера
В 2012 году Алберг в составе молодёжной сборной Нидерландов принял участие в Турнире в Тулоне.
У Роланда есть суринамские корни. За сборную Суринама Алберг дебютировал 24 марта 2021 года в матче квалификации чемпионата мира 2022 против сборной Каймановых островов. 27 марта в матче против сборной Арубы забил свой первый гол за сборную Суринама. Был включён в состав сборной на Золотой кубок КОНКАКАФ 2021.